# Projet de statut basco-navarrais

L'Ikurriña était présente dans l'assemblée d'Estella du 14 juin 1931, qui donna le surnom au statut.

Le projet de statut Basco-Navarrais, connu comme le projet de statut d'Estella, a été un projet de statut d'autonomie conjoint pour les provinces d'Alava, du Guipuscoa, de Navarre et de Biscaye, élaboré dans les années 1930 pendant la Seconde République espagnole.
Plusieurs projets ont été élaborés entre les années 1930 et 1936. Sur un premier projet de la Société d'études basques que l'assemblée des maires basco-navarrais tenue le 14 juin 1931 à Estella a approuvé avant que les Cortes Constituyentes aient approuvé la Constitution, avec une majorité de carlistes et nationalistes basques. Un projet qui réservait à la future région autonome les relations avec l'Église catholique romaine, ce qui amena le socialiste Indalecio Prieto à déclarer que ce qui était voulu était d'établir un Gibraltar vaticaniste. On a ultérieurement élaboré un second projet qui respectait la laïcité, que la Navarre n'a finalement pas approuvé, étant en pleine guerre civile espagnole, et approuvé par le Pays basque.

## Évolution du statut
Juste après la proclamation de la Seconde République espagnole, des réclamations ont été faites dans différents domaines pour la réalisation d'un statut d'autonomie. On a effectué des consultations dans 582 mairies avec un soutien de 83,30 %. On a nommé une commission permanente de maires (Sangüesa, Getxo, Azpeitia et Laudio) qui a confié sa rédaction à la Société d'études basques.
Pour sa part la Gestionnaire provinciale de Navarre a désigné une commission le 13 mai chargée de rédiger deux avant-projets : un basco-navarrais (qui incluait les quatre provinces) et un autre pour la Navarre seule, et la Constitution politique intérieure de la Navarre.
La Commission de la Société d'études basques a présenté le 31 mai 1931 un Statut général de l'État basque dans lequel elle déclare un État basque autonome dans la totalité de l'État espagnol formé par les quatre provinces espagnoles et dont le nom serait Euzkadi. Pour lui le gouvernement central aurait pleine autorité dans des questions internationales, de communications, de monnaie, de droit marchand et pénal, des relations Église-État, les élections nationales et des forces armées en général. Le gouvernement basque resterait avec une pleine autorité dans les autres affaires et dans l'administration de ses frontières, y compris policier et forces armées (appelés milices basques).
Le 7 juin le PNB a accepté ce projet avec quelques objections, puisque la juridiction sur les relations avec l'Église restait entre les mains du gouvernement espagnol. Des socialistes, les différents partis républicains et carlistes étaient aussi soutenus, bien que tous avec leurs réserves propres. Le résultat a été que 480 des 520 communes des quatre provinces donnaient leur soutien au projet initial.
On a convoqué pour le 14 juin, à Pampelune, une assemblée générale de mairies pour examiner le projet, en transférant l'assemblée à Estella pour coïncider avec un meeting de promotion de la coalition Catholico-Fueriste dans ce qui n'était encore pas le PNB. Dans cette assemblée on a examiné point par point le projet, étant approuvé par 427 corporations existantes avec une importante modification : il garantissait l'autonomie complète dans les relations entre l'État basque et le Saint-Siège, et le droit de négocier son propre concordat avec le Vatican. Il s'agissait des modifications connues comme « amendements d'Estella ». Des 220 mairies navarraises présentées, 200 ont soutenu le statut basco-navarrais (89,93 % de la population). À la suite de l'assemblée, la coalition navarraise a négocié l'intégration du PNB. Cette assemblée a donné le surnom à ce statut, étant connue comme le Statut d'Estella.
La commission de la Gestionnaire provinciale de Navarre a livré le 15 juin les trois projets, en réadaptant le texte de la Société d'études basques. Dans le prologue au peuple navarrais ils recommandaient l'appui au statut unique pour les quatre provinces, parce que "il ne peut qu'y avoir des avantages de cette création de l'État Basco-Navarrais"
Pour le 13 juillet la Gestionnaire provinciale de Navarre présida cette assemblée d'Estella et a convoqué une autre assemblée générale de mairies réunie à Pampelune. On n'est pas arrivé au vote pour considérer que certains des textes méritaient une étude plus attentive. On a effectué des assemblées comarcales dans les cinq merindades. Toutes ont opté pour le statut unique. Le 10 août 1931 ont été soumis au vote les Statuts Basco-Navarrais et Navarrais avec les résultats suivants :
| Statut basco-navarrais | 200 | 314.740 | 89,83  |
| Aucun statut           | 15  | 30.290  | 8,64   |
| Statut navarrais       | 3   | 2.802   | 0,80   |
| Autonomie régionale    | 2   | 2.561   | 0,63   |
| Total                  | 220 | 350.393 | 100,00 |

L'inclusion des amendements d'Estella a été soumise à vote l'après-midi, approuvée par 59,2 % de la population représentée. le 22 septembre une délégation de 420 maires (dont 156 Navarrais) s'est déplacée à Madrid, en livrant le projet de statut à Niceto Alcala Zamora, président du Gouvernement provisoire. Les 25 et 26 septembre, il a été débattu en commission dans les Cortes, où on a décidé que l'article sur les relations Église-État était anticonstitutionnel, raison pour laquelle il a été rejeté dans sa totalité.
Le 9 décembre a été approuvée la Constitution de la Seconde République espagnole, à caractère laïque et qui réservait à l'État espagnol les relations avec le Vatican. En elle on séparait l'Église et l'État, on dissolvait les ordres religieux qui imposeraient un vote additionnel d'obéissance à des autorités différentes de ce qui est étatique (en référence claire à la Compagnie de Jésus) et on interdisait aux ordres religieux l'exercice de l'enseignement, ce pourquoi le premier projet s'avérait anticonstitutionnel. Le rejet du statut a forcé à reprendre le processus d'autonomie, lequel, en accord avec la législation approuvée par les Cortes espagnols, devait être dirigé par les gestionnaires des députations provinciales. Les quatre gestionnaires se sont réunis à Bilbao le 15 décembre et ont désigné une nouvelle commission gestionnaire des quatre provinces pour rédiger un nouveau statut en accord avec la Constitution, qui est officiellement présenté en juin 1932. Dans ce nouveau statut, on ne mentionne pas l'État basque, mais une unité autonome politico-administrative dans l'État espagnol qui est appelé Pays basco-navarrais en castillan et Euzkadi en basque. En accord avec la législation, chaque province devait approuver, en assemblée des communes, si elle voulait être unie à un statut conjoint ou jouir d'un statut provincial.
Le nouveau document n'était pas trop soutenu par les carlistes, dont la direction déclarait que ses membres devaient voter selon leur conscience. Tandis que beaucoup de carlistes le considéraient antifuerista (opposé aux fors), le PNV répondait en disant que la juridiction authentique n'est pas adaptée à la volonté de vivre dans le passé, mais à celle de vivre dans le présent.
Dans l'assemblée du 31 janvier 1932, le résultat a été positif, mais tant l'attitude de Communion Traditionaliste, qui a laissé liberté de vote à ses membres, que celle d'un important secteur de la gauche navarraise, dirigé par Emilio Azarola, qui s'opposait au statut conjoint, a mené jusqu'à un total de 69 mairies sur 229 s'opposant au statut conjoint. Plus encore, Azarola est parvenu à approuver un amendement qui spécifiait qu'on requerrait un pourcentage des deux tiers du corps électoral pour l'approbation du statut conjoint en Navarre, tant des mairies qui devaient l'approuver avant de soumettre le projet de statut au plébiscite (qu'elles devaient représenter aux deux tiers de la population citée), que des électeurs qui devaient définitivement l'approuver. Les résultats de l'assemblée ont été les suivants :
| Statut basco-navarrais | 160 | 209.479 | 64,46  |
| Aucun statut           | 21  | 66.553  | 20,48  |
| Statut navarrais       | 36  | 28.891  | 8,89   |
| Autonomie régionale    | 12  | 20.044  | 6,17   |
| Total                  | 229 | 324.967 | 100,00 |

Le nouvel avant-projet publié le 21 avril, préalable au vote pour le 22 mai, mais a dû être retardé au 19 juin.

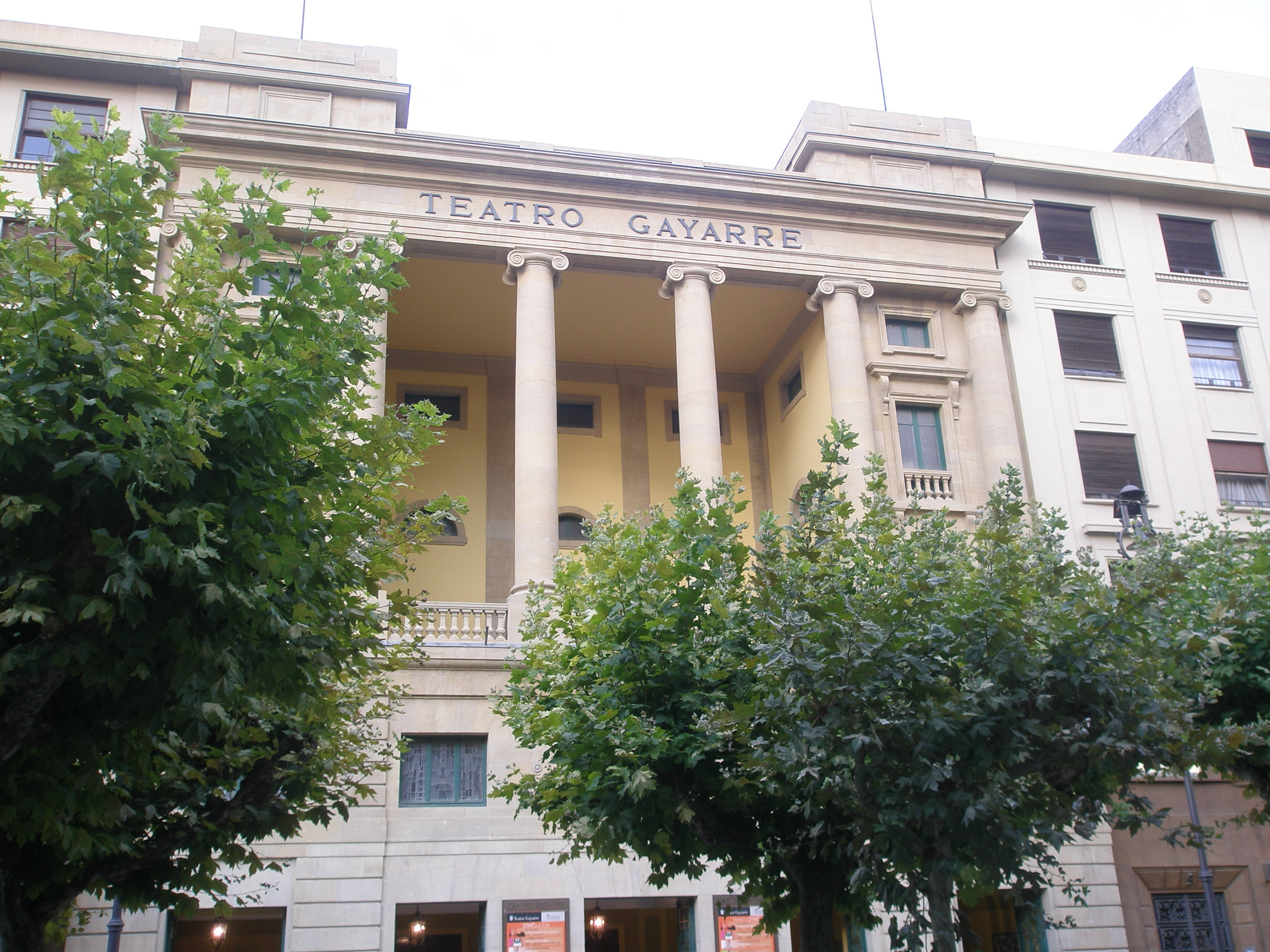
Dans le théâtre Gayarre il y eut la polémique assemblée d'où finalement sera retardé le statut d'Estella le 19 juin 1932

Entretemps les contradictions internes en Navarre ont été mises en évidence dans tous les partis. Dans ceux de droite Diario de Navarra et son directeur Garcilaso ont continué à l'attaquer, la Comunión Tradicionalista le rejetait pour constitutionnel et athée. Le comte de Rodezno adoptait une position ambiguë, tant que le député Joaquin Beunza le soutenait avec enthousiasme. D'autres secteurs de droite, comme ceux représentés par Rafaël Aizpún et Miguel Gortari, qui fonderont ultérieurement et dirigeront le groupe cediste Union Navarre, soutenaient le statut, bien qu'avec des réticences. Le PNB a été inconditionnel à l'appui. Pour leur part dans les partis de gauche, les socialistes l'ont rejeté parce qu'il n'apportait pas d'avantages pour le socialisme en Navarre mais de nombreux inconvénients bien que de manière unanime, donc la signification Constantino Salinas et le député David Jaime continuent à le soutenir. Il y avait aussi une division dans Acción Republicana (où Mariano Ansó soutenait le statut) et plus grand encore dans le Parti républicain radical socialiste où la position d'Emilio Azarola a porté la résignation et la baisse significative de représentants.
Finalement, dans l'assemblée polémique du 19 juin 1932 s'est produit le résultat suivant :
| Navarre     | 109 | 135.582 | 38,72 |
| Alava       | 51  | 89.956  | 88,97 |
| Guipuscoa   | 84  | 281.827 | 95,13 |
| Biscaye     | 110 | 435.345 | 94,19 |
| Total       | 354 | 942.710 | 79,25 |
| Contre      |     |         |       |
| Navarre     | 123 | 185.666 | 53,04 |
| Alava       | 11  | 3.496   | 3,46  |
| Guipuscoa   | 2   | 5.708   | 1,93  |
| Biscaye     | 1   | 1.066   | 0,23  |
| Total       | 137 | 195.936 | 14,67 |
| Abstentions |     |         |       |
| Navarre     | 35  | 28.856  | 8,24  |
| Alava       | 15  | 7.647   | 7,57  |
| Guipuscoa   | 3   | 8.734   | 2,94  |
| Biscaye     | 6   | 25.800  | 5,48  |
| Total       | 137 | 71.037  | 6,08  |

Les chiffres restaient très loin non seulement de la majorité simple, mais des deux tiers du recensement électoral exigés par l'amendement approuvé dans l'assemblée de janvier 1932. Le caractère "centralisateur" du projet de 1932 a aussi influencé, comparé avec le caractère "confédéral" de celui de 1931, qui donnait davantage de compétences à chacune des provinces qui formaient l'organisme conjoint, et par conséquent à la Navarre (acte de l'assemblée du 19 juin 1932).
À partir d'alors, le Parti nationaliste basque a continué à promouvoir le statut conjoint, avec l'appui unique de quelques membres des partis navarrais républicains et de gauche (qui ont formé un groupement appelé "Acción Autonomista"), comme Mariano Ansó, lequel, dans les Cortes, choisi par le Guipuscoa, a continué à défendre cette aspiration mais en évitant de transformer au Pays basque et à Navarre une limite fermée de la réaction, où la coexistence des idées libérales est impossible.
Le statut a suivi sa démarche comme statut seulement pour les trois provinces du Pays Basque sud, et sera finalement approuvé en 1936, la Guerre Civile espagnole ayant déjà débuté.
Voir aussi: (es) Histoire de la Navarre et (es) Navarre ne dira plus non au statut basque

## Statuts d'autonomie actuels
La question s'est posée à nouveau dans la transition espagnole, et de nouveau il a été rejeté par le Gouvernement central et par la majorité des partis politiques navarrais, qui ont décidé d'élaborer un statut propre et de se constituer en Communauté Autonome Forale. Ce statut basco-navarrais a eu l'appui des partis nationalistes basques et basquisants navarrais, mais les partis navarrais majoritaires avec représentation parlementaire en Navarre comme l'Union du centre démocratique, Parti socialiste ouvrier espagnol (ce parti après avoir changé d'avis à partir de 1978) et de l'Unión del Pueblo Navarro ont décidé de créer un statut propre pour la Navarre (Ley Orgánica Reintegración et d'Amejoramiento du Régimen Foral de Navarre), qui a été approuvé par la majorité du Parlement navarrais en 1982, et a été décidé de ne pas ratifier en referendum.
Pour leur part les autres trois provinces l'Alava, le Guipuscoa et la Biscaye ont élaboré un statut d'autonomie propre, qui a été ratifié en référendum en 1979.
Dans la Constitution espagnole de 1978, on a approuvé une disposition transitoire quatrième (ci-dessous) par laquelle les deux autonomies pourraient être unifiées si le décidaient ses habitants.
La disposition transitoire quatrième est une des neuf dispositions transitoires de la Constitution espagnole de 1978, et par laquelle on établit le mécanisme de possible union de la Navarre avec le reste du Pays basque. C'est le seul cas où on pose la possible union de deux Communautés autonomes, puisqu'on interdit expressément la fédération de Communautés Autonomes (Art 145.1).
Il dit littéralement ce qui suit :
1. En el caso de Navarra, y a efectos de su incorporación al Consejo General Vasco o al régimen autonómico vasco que le sustituya, en lugar de lo que establece el Art. 143 de la Constitución, la iniciativa corresponde al Órgano Foral competente, el cual adoptará su decisión por mayoría de los miembros que lo componen. Para la validez de dicha iniciativa será preciso, además, que la decisión del Órgano Foral competente sea ratificada por referéndum expresamente convocado al efecto, y aprobado por mayoría de los votos válidos emitidos.
2. Si la iniciativa no prosperase, solamente se podrá reproducir la misma en distinto período del mandato del Órgano Foral competente, y en todo caso, cuando haya transcurrido el plazo mínimo que establece el Art. 143.

### Sources et bibliographie
- (es) Cet article est partiellement ou en totalité issu de l’article de Wikipédia en espagnol intitulé « Estatuto Vasco-Navarro » (voir la liste des auteurs).
- Manuel Ferrer Muñoz, titre: Historia Ilustrada de Navarra, chapitre: La Segunda República, Editions Diario de Navarra 1993,  (ISBN 84-604-7413-5)
- José María Jimeno Jurío[16], Navarra en la época moderna y contemporánea, Editions: Pamplona: Pamiela 2007,  (ISBN 978-84-7681-457-4)